# Meurtre en Mésopotamie
Pour les articles homonymes, voir Meurtre en Mésopotamie (homonymie).
Meurtre en Mésopotamie (titre original : Murder in Mesopotamia) est un roman policier d'Agatha Christie publié le 6 juillet 1936 au Royaume-Uni chez Collins Crime Club. Il est publié la même année aux États-Unis, et trois ans plus tard, en 1939, en France.
Le roman fait partie de la série des 40 enquêtes d'Hercule Poirot rédigées par Agatha Christie entre 1920 et 1975. L'action se situe sur un chantier de fouilles archéologiques en Irak, au cœur de l'ancienne Mésopotamie, inspiré des séjours que fit Agatha Christie dans les années 1930 en Irak et en Syrie avec son mari Max Mallowan, lui-même archéologue. L'énigme répond à tous les canons du « meurtre impossible », commis dans un lieu clos, avec une longue liste de personnages auxquels Agatha Christie prête vie avec force. Le cadre du roman, avec la ville arabe d'Hassanieh, le fleuve Tigre qui coule non loin du site de fouille et l'ambiance très « coloniale » du récit, font de Meurtre en Mésopotamie un des épisodes les plus réussis des voyages d'Hercule Poirot, avec Mort sur le Nil et Le Crime de l'Orient-Express.
Lors d'une visite de fouilles archéologiques en Mésopotamie, Hercule Poirot accepte de prendre en charge l'enquête sur le meurtre de Louise Leidner, l'épouse du directeur des fouilles. Son assistante dans cette affaire sera Amy Leatheran, l'infirmière de la défunte, engagée pour l'aider à surmonter les dépressions nerveuses provoquées par les lettres anonymes menaçantes qu'elle a reçues. Ensemble, ils vont se plonger dans le caractère dominant et manipulateur de la victime, qui utilisait sa beauté physique pour exercer sa domination sur son entourage, ainsi que dans son passé sentimental, ce qui donnera à Poirot les clés pour résoudre le meurtre.

## Principaux personnages
- Les victimes
  - Louise Leidner : première victime, épouse du docteur Leidner.
  - Anne Johnson : seconde victime, archéologue, amie proche du Dr Leidner.

- Enquêteurs et alliés
  - Hercule Poirot : détective belge.
  - Capitaine Maitland : militaire anglais en poste à Hassanieh, officiellement chargé de l'enquête.
  - Amy Leatheran : infirmière ; la narratrice.

- Suspects
  - Eric Leidner : directeur du chantier de fouille.
  - Docteur Giles Reilly : médecin, ami d'Hercule Poirot.
  - Sheila Reilly : fille du Dr Reilly.
  - Joseph Mercado : archéologue.
  - Marie Mercado : épouse de Joseph Mercado.
  - Richard Carey : archéologue, adjoint et vieil ami du Dr Leidner.
  - David Emmott : jeune archéologue, membre récent de l'équipe.
  - Carl Reiter : photographe.
  - William (« Bill ») Coleman : jeune collaborateur de l'équipe, sans expérience.
  - Père Lavigny : moine français, épigraphiste.

## Résumé
Le récit est composé de 28 chapitres de longueurs différentes. Le détective Hercule Poirot est absent au cours des douze premiers chapitres, c'est-à-dire durant plus du tiers du roman.
- Mise en place de l'intrigue (chapitres 1 à 12)

On est en 1936, en Mésopotamie (actuel Irak). La narratrice est Amy Leatheran. La jeune femme, infirmière de son état, vient d'être contactée à Bagdad par le docteur Reilly, qui lui propose de veiller Louise Leidner, une belle et intelligente quadragénaire qui vit une période de stress. Son époux, le docteur Leidner, directeur de la mission archéologique, craint en effet pour la santé mentale de sa femme. Après réflexion, Amy Leatheran accepte le travail. Elle commente donc dans son journal intime ce qu'elle aura vécu et les faits et gestes des personnes qu'elle aura côtoyées.
Arrivée sur le lieu de résidence des membres de la mission archéologique, Amy sympathise rapidement avec Louise, dont le caractère naturel et franc lui plaît. Après quelques jours et une fois mise en confiance, Louise révèle à la jeune infirmière des événements anciens et récents qui l'ont traumatisée.
Mariée dans sa jeunesse à un Allemand dénommé Frederick Bosner, elle avait découvert, durant la Première Guerre mondiale, que ce dernier était un espion qui livrait à l'Allemagne des secrets militaires. Elle l'avait dénoncé à la justice anglaise. Arrêté puis jugé, Bosner avait été condamné à mort. Quelques années après, alors qu'elle s'apprêtait à épouser un autre homme, elle avait eu la surprise de recevoir une lettre semblant émaner de Frederick Bosner, lui ordonnant de ne pas se marier faute de quoi il la tuerait. Elle avait alors appris de son propre père que Bosner s'était évadé de prison et qu'on avait retrouvé son corps mutilé, percuté par un train. Il ne lui avait pas donné ces informations pour ne pas l'angoisser. Louise avait alors rompu ses fiançailles et changé de pays de résidence. Trois ans auparavant, elle avait rencontré le docteur Leidner dont elle était tombée amoureuse. Le mariage avait eu lieu mais, quelques mois plus tard, elle avait de nouveau reçu des lettres de menaces de mort. Son époux et elle avaient décidé de prendre le large et de se rendre au Moyen Orient, où le docteur Leidner devait prendre la direction de fouilles archéologiques. Là, elle avait reçu une première lettre de menaces envoyée par la poste, puis une seconde lettre de menaces, remise en main propre à un membre arabe du personnel de la mission. Elle se sent donc « traquée », menacée de mort et craint que Frederick Bosner ne cherche à la tuer. Et à supposer que l'homme soit bien mort, il avait un jeune frère dont l'un des traits de caractère était la rancune : si ce n'est pas Frederick, le tueur supposé pourrait donc être le cadet qui cherche à venger son aîné. Hélas pour elle, elle avoue à Amy que son époux ne la soutient pas et ne craint pas qu’elle soit en danger, considérant les deux lettres de menaces comme des canulars.
Louise lui déclare encore qu'un robinet de gaz avait été trouvé ouvert dans leur résidence à Bagdad et qu'il pourrait s'agir d'une tentative de meurtre. Son mari avait mis cet événement sur le compte d'une inattention du personnel de service.
Elle explique aussi à la jeune infirmière que trois jours auparavant, quelqu'un a essayé de lui faire peur en pleine nuit en se grimant d'un masque monstrueux et en paradant à proximité de sa chambre. Elle ignore s'il s'agissait d'une mauvaise plaisanterie ou d'un avertissement de Frederick Bosner. Là encore, son mari n'avait pas prêté foi à ses craintes.
Enfin, Louise présente à Amy les deux lettres de menaces. Or Amy, qui avait aperçu l'écriture de Louise sur d'autres courriers, a le vif sentiment que les lettres de menaces ont la même écriture ! Louise a-t-elle rédigé elle-même les lettres de menaces, ou est-ce quelqu'un d'autre qui les a rédigées en imitant son écriture ?
Quelques jours après les révélations de Louise, le docteur Leidner découvre son épouse gisant en plein milieu de sa chambre. Elle a été violemment frappée au crâne par un objet contondant qui a causé une hémorragie cérébrale. La mort remonte à environ deux heures avant la découverte du corps.
L’enquête est ouverte par le capitaine Maitland. Voyant le militaire débordé par cette affaire qui dépasse ses compétences, le docteur Reilly propose de faire appel à un détective belge qui se trouve à Bagdad : Hercule Poirot. Le capitaine Maitland et le docteur Leidner acceptent chaleureusement la proposition. En attendant l'arrivée du détective, on recherche l'objet qui a causé la mort de Louise, mais en vain.
- Enquête d'Hercule Poirot (chapitres 13 à 22)

Poirot constate que la chambre de la victime ne comporte que deux entrées : l'une est la fenêtre, trouvée fermée de l'intérieur lors de la découverte du corps, et l'autre est la porte d'entrée. Il aperçoit aussi une minuscule tache de sang sur un tapis.
Anne Johnson, membre de la mission archéologique et voisine de la chambre de Louise, dit que durant l'après-midi elle a entendu un bruit (peut-être un cri) provenant de la chambre de Louise.
Poirot auditionne les membres de la mission. Ainsi Sheila Reilly, la fille du docteur Reilly, déclare que Louise attirait les regards de tous les hommes de la mission archéologique et qu'elle aimait qu'on lui « fasse la cour ». Par certains côtés, elle pouvait se montrer très sympathique, mais aussi très méchante et égoïste.
Entendue, Amy Leatheran a une opinion opposée et présente Louise comme une femme au tempérament affirmé ; elle fait part à Poirot des révélations que lui avait faites Louise au sujet de son précédent mariage et des lettres de menaces.
Poirot découvre aussi que l'un des membres de l'expédition, monsieur Mercado, est un toxicomane.
Il acquiert également la certitude que l'assassin est l'un des membres de la mission et n'est pas un inconnu venu de l'extérieur. Cette affirmation faite aux membres de la mission les angoisse.
- Second meurtre et poursuite de l'enquête (chapitres 23 à 26)

Peu après les obsèques de Louise, Amy Leatheran rencontre Anne Johnson sur le toit-terrasse de la résidence. Cette terrasse fait en effet office de toit et recouvre toutes les chambres de la résidence. Anne Johnson est agitée et déclare à Amy qu'elle sait comment l'homme qui a tué Louise s'y est pris. Effectivement, elle dit être certaine qu'il ne vient pas de l'extérieur, et qu'elle en parlera à Poirot le lendemain.
Durant la nuit suivante, Amy Leatheran est réveillée par un bruit étrange qui la réveille. Elle se rend dans la chambre voisine et y découvre Anne Johnson en proie à des convulsions. Avant de mourir dans d'atroces souffrances, elle a juste le temps de prononcer les mots : « la fenêtre… la fenêtre… ». L'examen du corps et d'un verre situé à proximité de son lit montre que l'eau du verre avait été remplacée par de l'acide chlorhydrique. S'agit-il d'un meurtre, d'un suicide ? Anne Johnson serait-elle l'auteur des lettres de menaces ? Serait-elle la complice de l'assassin ?
Au petit matin, Amy révèle à Poirot la teneur de la discussion qu’elle a eue la veille au soir avec Anne sur le toit-terrasse. Poirot prie Amy de se rendre avec lui sur le toit-terrasse, à l'endroit exact où se trouvait Anne. Après un long moment de réflexion, il assure qu’il connaît désormais la vérité, et qu'elle sera révélée dès qu'il aura eu la confirmation de certaines hypothèses. Peu après, il envoie un télégramme à Tunis.
Quelques heures après la découverte de la triste fin d'Anne, on apprend la disparition du père Lavigny de la résidence. A-t-il quitté la résidence de son plein gré, ou a-t-il lui-aussi été assassiné ? Se pourrait-il que l'assassin des deux femmes soit le prêtre ? L'angoisse des membres de la mission archéologique atteint son paroxysme.
- Dénouement et révélations finales (chapitres 27 et 28)

Poirot invite tous les protagonistes à une réunion au cours de laquelle il va faire la lumière sur la mort des deux femmes.
Au préalable il explique la raison de la disparition du père Lavigny. Il a reçu la preuve qu'il attendait de Tunis. L'homme, en réalité, n'est pas prêtre et s'appelle Raoul Menier. C'est un escroc qui a usurpé l'identité d'un prêtre qui existe vraiment. Sous cette identité d'emprunt, Raoul Menier vole des trésors archéologiques trouvés sur les lieux de fouille. Compte tenu du meurtre de Louise et de l'enquête en cours, il a préféré prendre la fuite, supposant que l'usurpation d'identité serait bientôt découverte. Poirot explique qu'il vient d'avertir les autorités britanniques afin qu'un mandat d'arrêt soit délivré à son encontre. Mais le fait que le prétendu Lavigny soit un escroc ne fait pas forcément de lui un meurtrier, et a fortiori un double meurtrier, d'autant plus qu'il est probable que le second meurtre a été commis alors que le faux prêtre avait déjà pris la fuite.
Selon Poirot, la mort d'Anne Johnson découle directement de la mort de Louise Leidner. Il a toujours pensé qu'Anne avait été assassinée parce qu'elle avait identifié l’assassin de Louise et le modus operandi. En quelque sorte, le meurtre « principal » est celui de Louise, et le meurtre « secondaire » d'Anne a été réalisé pour que celle-ci ne dénonce pas le meurtrier.
Il convient donc de résoudre l'assassinat de Louise, et donc commencer par l'élucidation du mobile. Poirot explique qu'il ne s'agit ni d'une crime crapuleux (pour l’argent), ni d'un accès de folie, mais d'un crime soigneusement préparé depuis plusieurs semaines. Le point central est de savoir qui détestait assez la victime pour avoir l'intention de la tuer. Il explique qu'il a compris que Louise Leidner était tombée amoureuse de Richard Carey. Par conséquent, qui voulait la mort de Louise ? Tout simplement le mari : le professeur Leidner. Ce dernier, voyant l'idylle se développer entre son épouse et son propre assistant, avait décidé par jalousie de tuer sa femme. Poirot fait alors une annonce inattendue : le professeur Leidner est en réalité Frederick Bosner ! L'homme, après son évasion et son accident de train, avait refait sa vie et était devenu un archéologue réputé. Prenant avec les années des rides et du poids, se laissant pousser la barbe, changeant sa voix, il avait rencontré Louise qui, sans reconnaître en lui son ancien époux, était de nouveau tombée amoureuse de lui. C'était lui qui avait envoyé les premières lettres de menaces pour faire échec à un premier remariage, puis celles envoyées après leur mariage. Sur ces lettres, il avait fait exprès de contrefaire l'écriture de Louise.
Le mobile étant résolu, reste la question des moyens. En réalité Leidner / Bosner avait fait en sorte que son épouse passe la tête depuis sa chambre et regarde vers l'extérieur, grâce à l'utilisation d'un masque en carton et pâte à modeler qui avait attiré son attention vers l'extérieur de la chambre. Lui se trouvait sur le toit-terrasse, verticalement par rapport à la fenêtre de la chambre, et lorsque Louise avait sorti sa tête de la fenêtre, il avait lâché une lourde meule antique (en) qui avait percuté son crâne, la tuant sur le coup. Il avait ensuite remonté la meule et l'avait cachée dans des artefacts anciens trouvés sur les lieux de fouille. Deux heures après, il était descendu dans la chambre de Louise, avait refermé la fenêtre de l'intérieur et avait déplacé le tapis contenant une goutte de sang afin qu'on ne fasse pas le rapprochement entre le crâne enfoncé et la fenêtre. Il avait déplacé le corps de Louise pour le disposer près du lit. Enfin il n’avait eu qu'à « découvrir » son épouse morte et appeler au secours.
Anne Johnson avait compris comment le professeur Leidner avait eu la possibilité technique de tuer son épouse, et ses derniers mots prononcés avaient pour but d'informer les enquêteurs que la fenêtre de la chambre jouait un rôle essentiel.
Leidner / Bosner avait souhaité qu'une infirmière venue de Bagdad soit embauchée afin d'écarter les soupçons de lui et de confirmer le fait que la mort remontait à une ou deux heures avant la découverte du corps, à un moment où il était censé avoir un alibi inattaquable sur le toit-terrasse.
Dans les dernières pages du roman, on apprend l'arrestation du père Lavigny (Raoul Menier) et de son complice à Beyrouth. Amy Leatheran est retournée en Angleterre, où elle a appris que Hercule Poirot, revenant en Europe, a résolu une affaire criminelle dans le train Orient Express.

## Élaboration du roman

### Écriture
Agatha Christie avait fait un premier voyage en Irak en 1928, au cours duquel elle rencontra l'archéologue Leonard Woolley, qui l'invita à le rejoindre sur son site de fouille, ce qu'elle fit en 1930. C'est au cours de ce voyage qu'elle fit la connaissance de l'archéologue Max Mallowan, qui allait devenir son époux. Meurtre en Mésopotamie utilise donc les propres expériences de l'auteur sur les chantiers de fouilles, créant ainsi un cadre tout à fait original pour un roman policier, une des clés de son immense succès.
Agatha Christie s'inspira, pour créer le personnage de Mrs. Leidner, de Katherine Woolley, épouse de Sir Leonard Woolley, directeur du chantier de fouilles archéologiques d'Ur. La romancière expliquait sa référence à Katherine Woolley, devenue l'une de ses amies proches, par sa forte personnalité, qui provoquait des réactions très contrastées, pouvant aller du rejet franc à une grande empathie. Ces traits de caractère très tranchés, prêtés à son héroïne Mrs. Leidner, jouent un grand rôle dans le roman.

### Couverture
La jaquette de l'édition britannique chez Collins Crime Club est illustrée par Robin McCartnay. Agatha Christie l'avait rencontré au printemps 1935 sur le chantier de fouilles de Chagar Bazar où il était dessinateur, et elle avait vu en lui un véritable artiste. Robin McCartnay a réussi une image très forte, avec la présence majestueuse du Tigre, le chantier de fouilles et un des personnages du récit, Sheila Reilly, montée sur un cheval blanc.

## Éditions
- (en) Murder in Mesopotamia, Londres, Collins Crime Club, 6 juillet 1936, 288 p.
- (en) Murder in Mesopotamia, New York, Dodd, Mead and Company, 1936, 298 p.
- Meurtre en Mésopotamie  (trad. Louis Postif), Paris, Librairie des Champs-Élysées, coll. « Le Masque » (no 283), 1939, 243 p. (BNF 31945470)
- Meurtre en Mésopotamie (trad. Robert Nobret), dans : L'Intégrale : Agatha Christie  (préf. Jacques Baudou), t. 5 : Les années 1936-1937, Paris, Librairie des Champs-Élysées, coll. « Les Intégrales du Masque », 1992, 1344 p. (BNF 35535366)

Livres-audio
- Meurtre en Mésopotamie (trad. Vanessa Aucanot), lu par Guillaume Gallienne, Paris, Éditions Thélème, 2004, 3 CD  (ISBN 2-87862-299-5) (BNF 39296650)

## Adaptations
- 2001 : Meurtre en Mésopotamie (Murder in Mesopotamia), téléfilm de la série britannique Hercule Poirot, avec David Suchet dans le rôle d'Hercule Poirot et l'ajout du capitaine Hastings joué par Hugh Fraser. Le téléfilm a été tourné en Tunisie. Dans l'adaptation, l'infirmière est mise au second plan au profit du duo Poirot-Hastings (ce dernier est absent du roman). De plus, le détective est présent aux premiers chapitres de l'affaire ainsi qu'aux deux meurtres.
- 2005 : Murder in Mesopotamia, feuilleton radiophonique de BBC Radio 4, avec John Moffatt donnant sa voix à Poirot ;
- 2005 : Meurtre en Mésopotamie, bande dessinée française de François Rivière (scénario) et Chandre (dessin) publiée dans la collection Agatha Christie.